# Priboj
Priboj (cyr. Прибој) – miasto w Serbii, w okręgu zlatiborskim, siedziba gminy Priboj. W 2011 roku liczyło 14 920 mieszkańców.
Leży w południowo-zachodniej części kraju, na wysokości 395 m n.p.m., u ujścia rzeki Uvac do Limu. W okolicach miasta funkcjonuje uzdrowisko Pribojska Banja.
Ma charakter przemysłowy. W 1953 roku działalność rozpoczęła tu fabryka samochodów ciężarowych, autobusów i pojazdów specjalnych przedsiębiorstwa FAP (Fabrika automobila Priboj). Inne miejscowe gałęzie przemysłu to przemysł chemiczny.
W mieście jest stacja kolejowa Priboj.

## Historia
Pierwsze wzmianki pisemne o miejscowości Priboj pochodzą z początku XV wieku, jednak badania wskazują, że umocnione osiedle Jagat na wzgórzu Mały Bić istniało już w XIII lub XIV wieku. Priboj znalazł się pod panowaniem osmańskim w latach 1459–1463 i pozostał częścią Imperium Osmańskiego aż do 1912 roku, kiedy został przyłączony do Królestwa Serbii. Przejściowo należał do różnych okręgów administracyjnych, a w latach 1879–1909 stacjonował tam austro-węgierski garnizon, co przyczyniło się do rozwoju rzemiosła, handlu i powstania pierwszego nowoczesnego hotelu.
W czasie I wojny światowej, jesienią 1915 roku, znalazł się pod okupacją austro-węgierską. Po wojnie, jako część nowo utworzonego Królestwa, miasto rozwijało się powoli, głównie w dziedzinie handlu i rzemiosła. Budowa dróg oraz linii kolejowej Uvac–Priboj przyczyniła się do intensyfikacji wymiany towarowej. W okresie międzywojennym w mieście zaczęły działać organizacje sportowe i kulturalne.
W czasie II wojny światowej Priboj został najpierw zajęty przez wojska niemieckie (1941), a później włączony do włoskiej strefy okupacyjnej, by w 1943 roku przejść pod kontrolę bułgarską. Wyzwolony został 12 stycznia 1945 roku.
Po II wojnie rozpoczął się intensywny proces industrializacji. Powstały zakłady przemysłowe, w tym znana fabryka samochodów FAP, a także przedsiębiorstwa z branży spożywczej, drzewnej, tekstylnej, chemicznej i budowlanej. Wraz z rozwojem przemysłu przybywała ludność – napływali robotnicy z różnych części Jugosławii, a liczba mieszkańców dynamicznie rosła. Na lewym brzegu rzeki Lim powstała nowa część miasta – tzw. Nowy Priboj. Rozbudowywały się również przedmieścia i infrastruktura publiczna, powstały nowe szkoły, przychodnie i dom kultury. Współcześnie część otwartych wówczas zakładów została zamknięta.